# L'Homme truqué
Vous lisez un « article de qualité » labellisé en 2020.
L'Homme truqué est un roman court de Maurice Renard, paru initialement en mars 1921 dans la revue Je sais tout. Régulièrement réédité en France au cours des XXe et XXIe siècles, il bénéficie également de nombreuses publications à l'étranger.
Maurice Renard raconte, dans ce récit, le retour dans son village natal de Jean Lebris, un soldat ayant perdu la vue durant la guerre de tranchées. Ayant acquis une vision surhumaine à la suite d'une expérience médicale visant à lui rendre la vue, il cherche à cacher son encombrant secret à son entourage.
Écrit au lendemain de la Première Guerre mondiale, le roman met en scène un mutilé de guerre. Il apparaît comme une œuvre pessimiste, tant par son thème — la difficile réadaptation d'un soldat handicapé — que par sa fin tragique. À ce titre, il témoigne du traumatisme subi par la population française au lendemain de la guerre.
En parallèle, Maurice Renard, chef de file du genre littéraire merveilleux-scientifique, cherche avec ce récit d'imagination scientifique à donner matière à réflexion au lecteur. Il pousse ainsi ce dernier à s'interroger sur les progrès scientifiques sur lesquels il offre à l'occasion un regard nuancé, notamment à travers la question du surhomme, mais également sur l'existence des mondes invisibles qui nous environnent.
En 2013, l'écrivain Serge Lehman et le dessinateur Gess revisitent ce classique du genre merveilleux-scientifique dans une bande dessinée homonyme, en transposant le personnage créé par Maurice Renard dans un contexte super-héroïque.

## Genèse de l'œuvre

### Maurice Renard, chantre du merveilleux scientifique

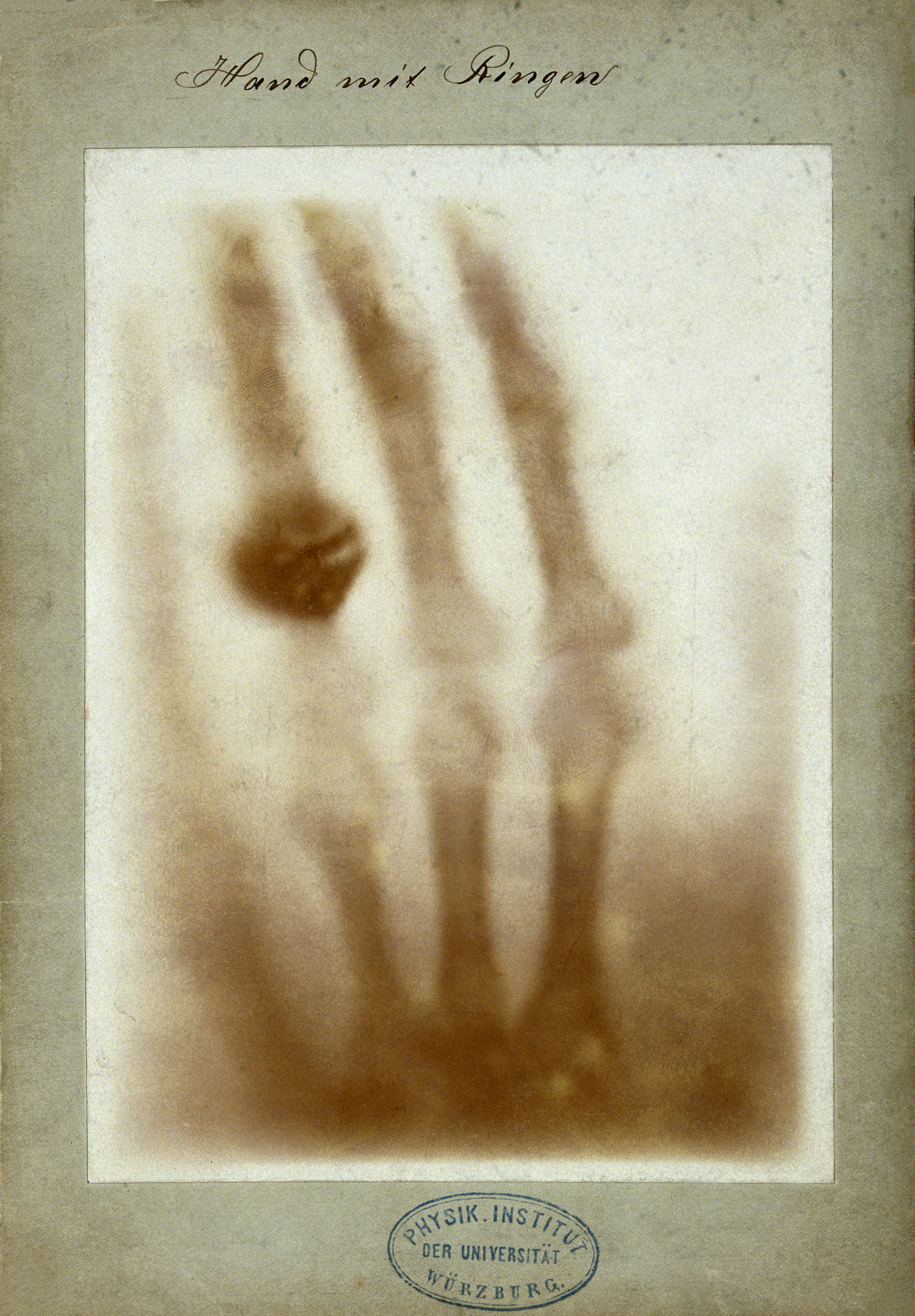
Grâce à ses électroscopes, Jean Lebris parvient à voir le tissu nerveux des individus de la même manière que les rayons X révèlent le squelette humain. Photographie de la main d'Anna Bertha Ludwig Röntgen prise par son mari Wilhelm Röntgen le 22 décembre 1895.

Maurice Renard est un romancier de la littérature d'imagination scientifique qui cherche à théoriser un genre littéraire sous le nom de « roman merveilleux-scientifique » pour en favoriser l'émergence. Auteur des succès Le Docteur Lerne, sous-dieu (1908) et Le Péril bleu (1911), il assigne dans un article fondateur paru en 1909 des aspirations considérables au genre littéraire, à savoir donner matière à réflexion au lecteur par l'application des méthodes scientifiques sur des événements irrationnels. Au cours du premier quart du XXe siècle, l'écrivain cherche à faire réfléchir ses lecteurs sur les effets du progrès. Ainsi, Maurice Renard préconise d'utiliser la science, non plus comme un décor à l'instar des romans scientifiques de Jules Verne, mais comme un élément perturbateur qui engendre un phénomène merveilleux.
La guerre suspend ses activités littéraires, puisqu'il est mobilisé entre août 1914 et janvier 1919. Au lendemain du conflit, ses problèmes financiers le contraignent à s'adonner à une littérature plus populaire. Il produit alors des textes hybrides dans lesquels les intrigues policières et amoureuses prennent le pas sur la dimension merveilleuse-scientifique.
Lorsqu'il définit le merveilleux scientifique, Maurice Renard fait explicitement référence aux œuvres de plusieurs romanciers qu'il admire, dont le Franco-Belge J.-H. Rosny aîné et l'Anglais H. G. Wells. Ainsi, le roman L'Homme truqué s'inspire du travail de ces deux auteurs, à savoir les récits Un autre monde de Rosny aîné et Un étrange phénomène de Wells, deux œuvres parues en 1895 qui traitent d'individus handicapés par leur vision fantastique. Outre les œuvres littéraires, il puise sans doute également son inspiration dans l'invention de la radiographie. En effet, en novembre 1895, Wilhelm Röntgen prend les premières photographies de la main de son épouse, sur lesquelles les os apparaissent distinctement entourés du halo plus clair de la chair. Maurice Renard transpose ce procédé vers une vision des phénomènes électriques dont est pourvu le personnage principal, qui parvient à voir une image d'arborescence du tissu nerveux des individus.

### Un contexte de création marqué par la guerre

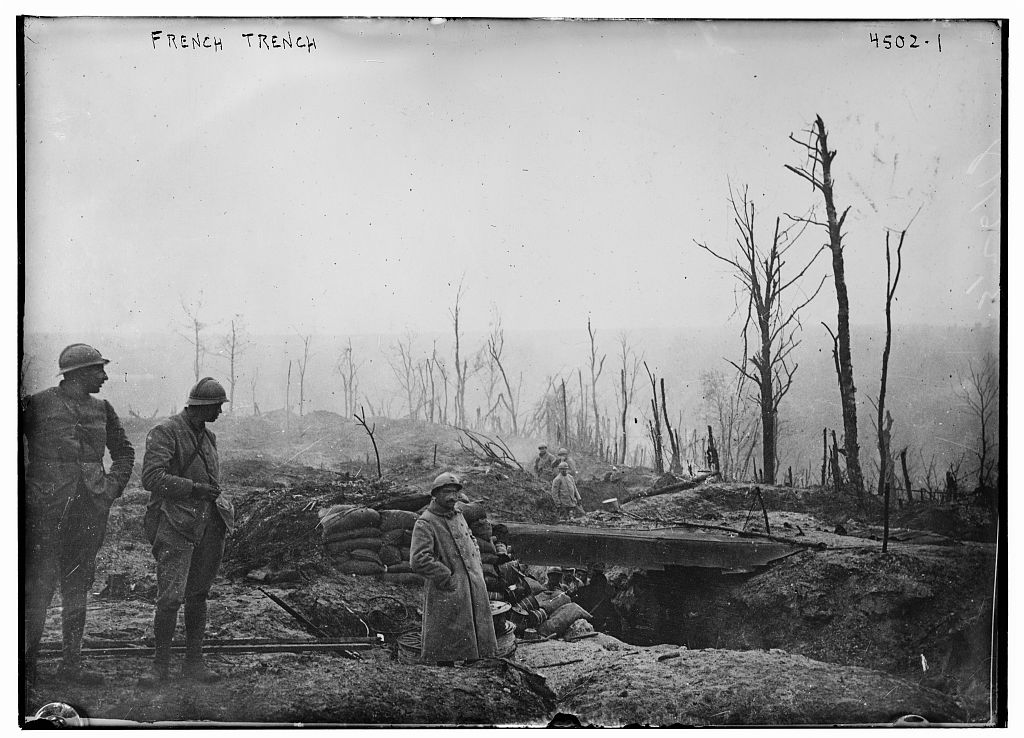
La guerre des tranchées fut la conséquence de la révolution des armes de plus en plus dévastatrices et meurtrières.

Si le développement rapide de la science et de la technologie à la fin du XIXe siècle a engendré des œuvres optimistes de la part des romanciers de littérature d'imagination scientifique, en parallèle, un certain nombre de romans s'intéressent au danger social que la science peut représenter. La Première Guerre mondiale et le traumatisme induit par les ravages causés par la technologie renforce chez ces romanciers cette méfiance envers la science, notamment avec la prolifération des savants fous dans les récits de fiction.
Outre ce regard nuancé sur la science et ses potentialités, la figure du soldat transformé par la guerre, que ce soit physiquement ou psychiquement, est un thème qui apparaît dès le début du conflit. Ainsi, J.-H. Rosny aîné, dans son roman L'Énigme de Givreuse paru en 1916, met en scène un soldat blessé de retour du front après avoir été dédoublé en deux copies totalement identiques. Dans ce récit qui porte non pas sur la guerre mais sur ses conséquences, Rosny aîné s'interroge sur la recherche scientifique et ses propres limites. Ce thème, important également chez Maurice Renard, apparaît déjà en 1920 avec la nouvelle La Rumeur dans la montagne qui met en scène un peintre traumatisé par la guerre. L'année suivante, il publie le roman L'Homme truqué qui, à l'instar de L'Énigme de Givreuse, traite d'un soldat de retour chez lui après avoir subi une transformation physique causée par des scientifiques.

## L'histoire

### Résumé
Prologue-épilogue
Dans les années d'après-guerre, les gendarmes de Belvoux, Mochon et Juliaz, découvrent dans un bois, le cadavre du docteur Bare, abattu d'une balle dans la tête. Les gendarmes se présentent chez la victime et découvrent que son logement a été entièrement fouillé. Ils retrouvent néanmoins un manuscrit écrit par le docteur qui a échappé à la vigilance des malfaiteurs. Ce document forme un récit dont la mort sanglante du docteur n'est que l'épilogue.
Le geste révélateur

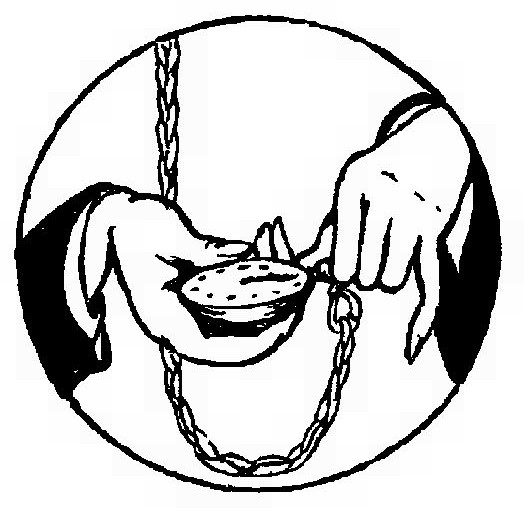
C'est en remettant sa montre à l'heure que Jean Lebris trahit son secret.

Le manuscrit du docteur Bare débute par ses retrouvailles avec Jean Lebris, jusqu'alors présumé mort pour la France en juin 1918. Celui-ci raconte au docteur qu'après une bataille durant laquelle il perdit la vue, il fut conduit par des Allemands auprès d'un docteur expérimentant un nouveau traitement ophtalmologique. C'est en profitant du mécontentement de son geôlier qu'il a pu s'échapper et revenir dans son village natal. Alors que Jean a regagné le domicile maternel, le docteur Bare l'observe par la fenêtre et assiste à une scène invraisemblable qui le fait douter de la réelle cécité du jeune homme : au dernier coup de midi, celui-ci regarde sa montre et la remet à l'heure.
L'aventure de Jean Lebris
Quinze jours plus tard, tandis que le docteur ausculte Jean pour sa toux qui empire, il fait la connaissance de la nouvelle locataire de Madame Lebris, une jeune fille du nom de Fanny et est immédiatement séduit. Le docteur finit par apprendre le secret de Jean, lorsqu'il le surprend dans les bois : surpris, le jeune homme se retourne et braque son révolver en direction du docteur caché derrière un buisson. Apprenant qu'il s'agit de son ami le docteur Bare, Jean entreprend alors de lui raconter la vérité. Il lui révèle qu'après avoir été blessé à la bataille de Dormans, des soldats allemands l'ont conduit dans une clinique située dans une forêt d'Europe centrale. Devenu aveugle, il est soigné par le docteur Prosope, qui procède à l'ablation de ses yeux et les remplace par de nouveaux. À son réveil de l'opération, Jean parvient à voir devant lui un être de lumière malgré le bandeau sur ses nouveaux yeux. Le docteur Prosope lui explique le principe de sa nouvelle vision : pour une personne normale, l'œil est relié au cerveau par le nerf optique, lequel transmet au cerveau les impressions lumineuses que l'œil a reçues. En remplaçant les yeux de Jean par des organes lui permettant de voir l'électricité, des électroscopes, il peut voir le système nerveux des personnes, y compris à travers les murs. À la suite de la dispute du docteur Prosope avec son serviteur, celui-ci quitte secrètement la clinique en emmenant Jean avec lui. Il le conduit ainsi jusqu'à Strasbourg d'où Jean peut rejoindre dans un premier temps sa hiérarchie militaire, avant de regagner son village natal.
Radiographie
Durant les semaines qui suivent l'arrivée de Fanny à Belvoux, la jeune fille et le docteur Bare se rapprochent si bien que ce dernier finit par lui avouer ses sentiments et lui demande sa main. Fanny refuse au motif que la nouvelle briserait le cœur de Jean, chez qui elle devine des sentiments identiques à ceux du docteur. Elle lui répond alors qu'elle acceptera dans deux mois lorsque Jean, très malade, ne sera plus de ce monde. Après que Jean a accepté de se faire radiographier par le docteur, l'hospice abritant le laboratoire est la proie d'un incendie. Le docteur Bare soupçonne alors l'intervention de Prosope dans la destruction des preuves des électroscopes de Jean.
Les derniers jours du phénomène
De plus en plus malade, Jean fait une crise violente accompagnée d'hémoptysie qui le cloue au lit. Durant son repos forcé, le sixième sens de Jean se développe si bien qu'il parvient à distinguer des formes d'électricité insoupçonnées qui se déplacent dans l'air et qui pourraient être une race invisible, constituée exclusivement d'électricité, qui nous environne. Son état ne cessant d'empirer, le jeune homme finit par mourir. Le docteur met alors Fanny au courant des yeux électromagnétiques et lui fait part de son plan pour empêcher que quiconque vole les yeux du cadavre. Parti donner des instructions aux maçons pour qu'ils rendent inviolable sa tombe, le docteur laisse Fanny au chevet de Jean avant de la remplacer à la tombée de la nuit. La nuit venue, alors qu'il espère subtiliser les yeux électroscopiques, il découvre qu'ils ont disparu. Au matin, se rendant auprès de Fanny pour lui raconter sa déconvenue, il découvre qu'elle a également disparu et en déduit qu'elle l'a manipulé depuis leur rencontre. Le docteur tente de se rassurer en se disant qu'elle devait quand même l'aimer un peu pour lui avoir permis de rester en vie.

### Personnages principaux

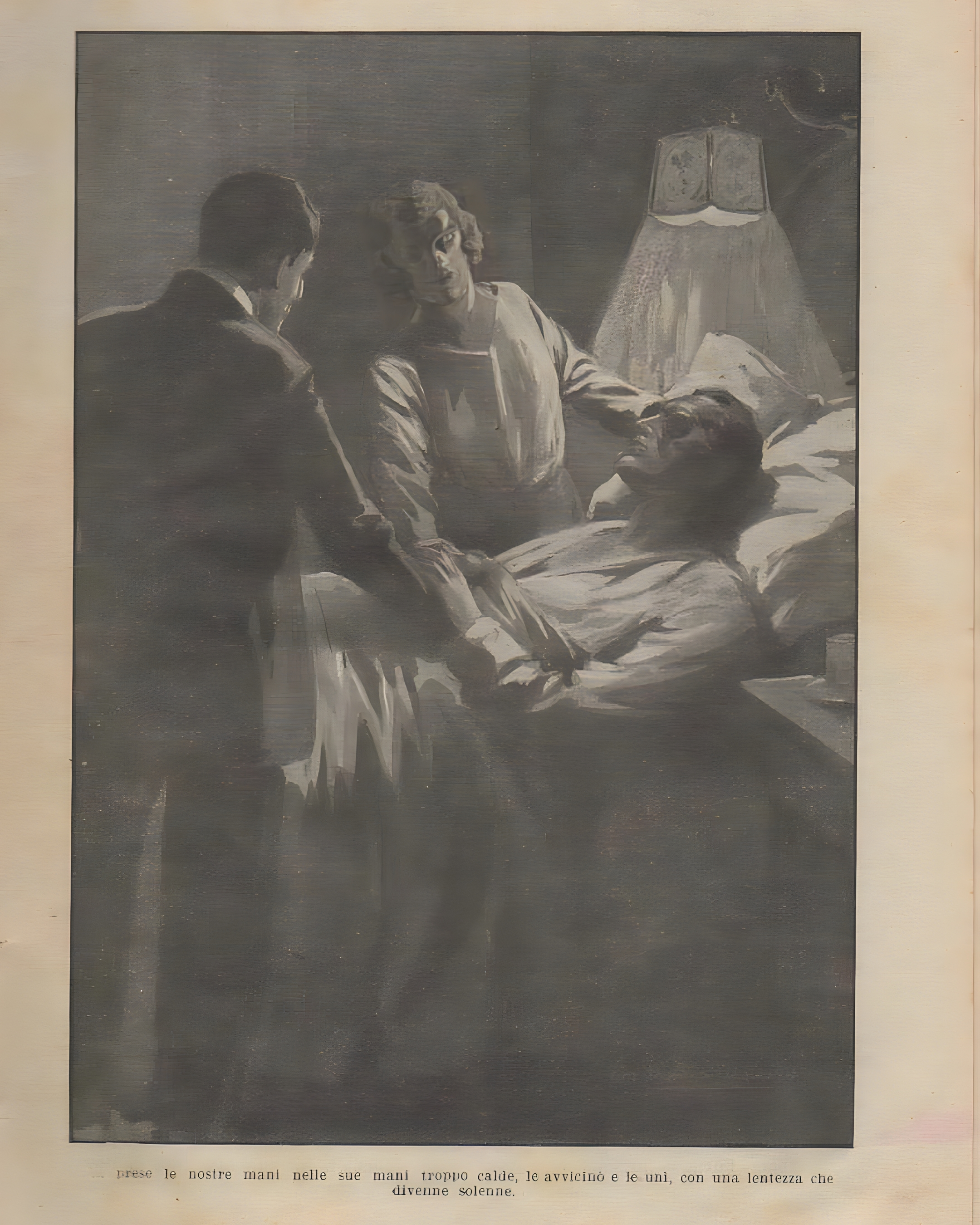
Le docteur Bare et Fanny Grive au chevet de Jean Lebris. Illustration de Riccardo Salvadori pour la version italienne de 1924 du roman.

Le personnage principal de ce roman est Jean Lebris. Ce soldat, disparu pendant la guerre, réapparaît après le conflit dans son village natal. Rendu aveugle à la suite de l'explosion d'un obus dans les tranchées, il est secouru par une ambulance allemande avant d'être livré à de mystérieux médecins. Il devient ainsi à ses dépens le sujet d'une expérience médicale visant à lui rendre la vue. Ayant recouvré la vue grâce à la pose d'électroscopes lui permettant voir l'électricité, il parvient à prendre la fuite et gagner son village de Belvoux. Se sentant en danger, il cache à son entourage sa vision augmentée.
Ce secret est néanmoins découvert par son ami le docteur Bare, qui soigne son état de santé déclinant. Narrateur de l'histoire, il est le confident des révélations de Jean Lebris. Son amour pour la belle Fanny Grive le rend lui aussi aveugle et l'empêche de protéger le secret de son ami. En effet, la jeune femme arrive avec sa mère quelque temps après le retour de Lebris à Belvoux. Devenue très rapidement amie avec Bare et Lebris, elle parvient à manipuler le docteur pour récupérer les électroscopes pour le compte du docteur Prosope. Ce génie de la médecine, de nationalité inconnue, est à l'origine des yeux greffés de Jean Lebris. Mystérieux savant dont les secrets ne sont jamais révélés, il possède une clinique au cœur de l'Europe centrale, où il expérimente ses inventions sur des soldats blessés. Après avoir vu son invention lui échapper, et bien qu'il n'apparaisse que dans les souvenirs de Lebris, son ombre plane durant tout le récit.

## Accueil critique
Si le roman apparaît rétrospectivement comme une œuvre majeure du genre merveilleux-scientifique — l'essayiste de science-fiction Jacques Van Herp loue en 1956 la force dramatique de l’œuvre de Maurice Renard comme « un long cauchemar lucide » que l'auteur parvient à mener avec maîtrise, l'essayiste Pierre Versins admire en 1972 un récit cauchemardesque empreint d'« une poésie visuelle étrange », tandis que les deux essayistes Guy Costes et Joseph Altairac qualifient en 2018 le roman comme « un des textes les plus poignants de Maurice Renard » —, dès sa publication, les critiques contemporains de L'Homme truqué accueillent, dans l'ensemble, favorablement un récit réussi quoique fantaisiste.
La romancière Renée Dunan — également autrice de romans merveilleux-scientifiques — admire la capacité de Maurice Renard à raconter l'histoire d'un homme qui voit un monde inaccessible à ses semblables. En effet, conquise par les qualités littéraires de l'œuvre, elle recommande d'attribuer à l'écrivain le prix Goncourt.
|  |

La puissance d'imagination de Maurice Renard est louée dans le Journal de l'Association médicale mutuelle d'octobre 1922. Le journaliste et docteur Raymond Nogué qualifie le récit de roman scientifique de qualité qui parvient à captiver le lecteur sur les facultés exceptionnelles du héros, malgré un traitement un peu fantaisiste.
Cette critique élogieuse est nuancée par Charles Bourdon, collaborateur au périodique Romans-revue : guide de lectures. Dans un article paru le 15 mai 1922, s'il classe lui-aussi le roman dans la lignée des ouvrages de Jules Verne et de H. G. Wells par la teneur scientifique du récit, même si celui-ci verse dans le fantastique, il déplore néanmoins une « valeur littéraire […] ne dépass[ant] pas sensiblement la moyenne ». Cette revue, dont le rédacteur en chef est l'abbé Bethléem, véritable promoteur de la censure catholique en France, reconnaît à Maurice Renard au moins le mérite de produire un récit captivant qui ne choque pas la décence.
Enfin, le journaliste Jean de Pierrefeu regrette, quant à lui, que les intentions romanesques de l'écrivain desservent la teneur scientifique du récit. Ainsi, dans un article du Journal des débats politiques et littéraires du 25 janvier 1922, il déplore, qu'outre un manque d'originalité vis-à-vis de H. G. Wells, que la puissance dramatique du roman la fasse verser dans ce qu'il qualifie péjorativement de roman-feuilleton.

## Les thèmes abordés

### L'Homme truqué, une « gueule cassée »

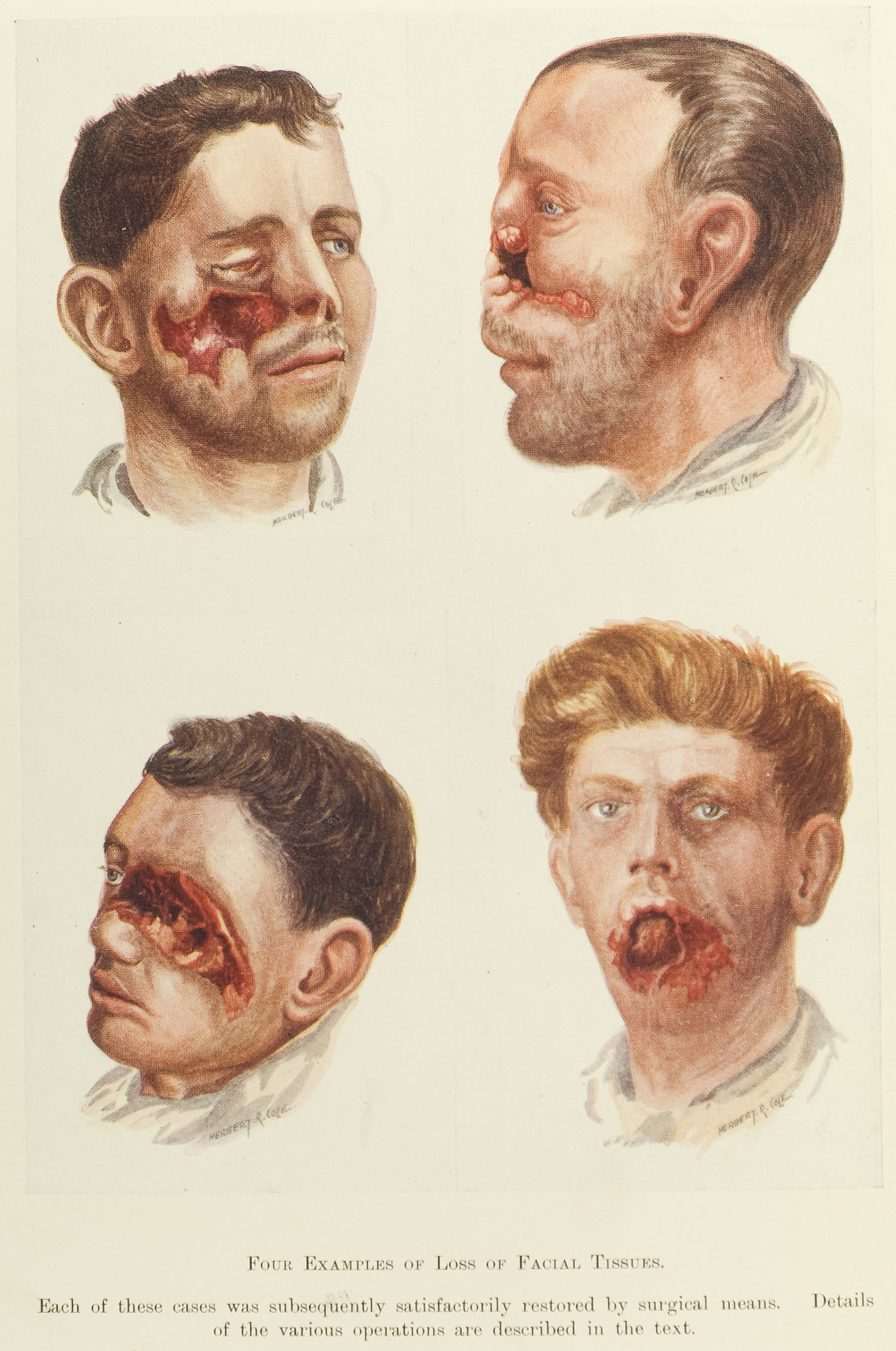
Ce roman au ton pessimiste offre un témoignage contemporain sur le traumatisme moral et physique subi par les soldats survivants, dont les « gueules cassées » en sont le symbole.

Le roman de Maurice Renard traite du retour d'un soldat blessé dans son village natal après la guerre. En effet, Jean Lebris a perdu la vue à la suite de l'explosion d'un obus à quelques mètres de lui. Il subit alors une opération chirurgicale lui permettant de recouvrer la vue.
Publié en 1921, son personnage apparaît dans le contexte de l'après-guerre où de nombreux survivants regagnent leur foyer gravement handicapés par des blessures, notamment au niveau du visage. Désignés sous l'expression de « gueules cassées », ces soldats deviennent le symbole de la guerre pour tous ceux qui dénoncent ses horreurs. Ils témoignent également du traumatisme causé au moment du retour des soldats des tranchées auprès de la population civile. Les « gueules cassées » montrent un aspect de la guerre dont la propagande non seulement ne parle pas, mais surtout qu'elle échoue à cacher. Ils deviennent le visage défiguré du pays meurtri, et leur difformité les met à l'écart de la société. Outre la référence à la nation blessée, la figure du soldat défiguré inspire les romanciers qui en font une métaphore de l'Europe en reconstruction.
Ainsi, après sa blessure sur le champ de bataille, Jean Lebris arrive entre les mains de l'archétype du savant fou : le docteur Prosope, à la nationalité inconnue. Celui-ci lui redonne la vue en remplaçant ses yeux par des électroscopes. En effet, ce savant a mis au point un œil artificiel qui enregistre l'électricité. À cet égard, L'Homme truqué témoigne de cette période d'après-guerre où apparut un besoin sans précédent en France en matière de chirurgie reconstructrice et qui pousse cette dernière à résoudre des cas complexes et à progresser.

### Un surhomme né dans les tranchées : le merveilleux scientifique à l'œuvre
La Première Guerre mondiale est un conflit tellement meurtrier qu'elle engendre un véritable traumatisme auprès de la population. En effet, c'est dans ce contexte que l'utilisation des termes de « surhomme » et de « super-héros » est de plus en plus fréquente tant en Europe qu'aux États-Unis pour qualifier les héros qui se distinguent dans ce conflit hors-norme. Promoteur du genre merveilleux-scientifique, qui ambitionne de donner un point de vue nouveau sur les potentialités de la science, Maurice Renard fait une analogie, dans l'intrigue de L'Homme truqué, entre ce regard neuf et la vision surhumaine du personnage.

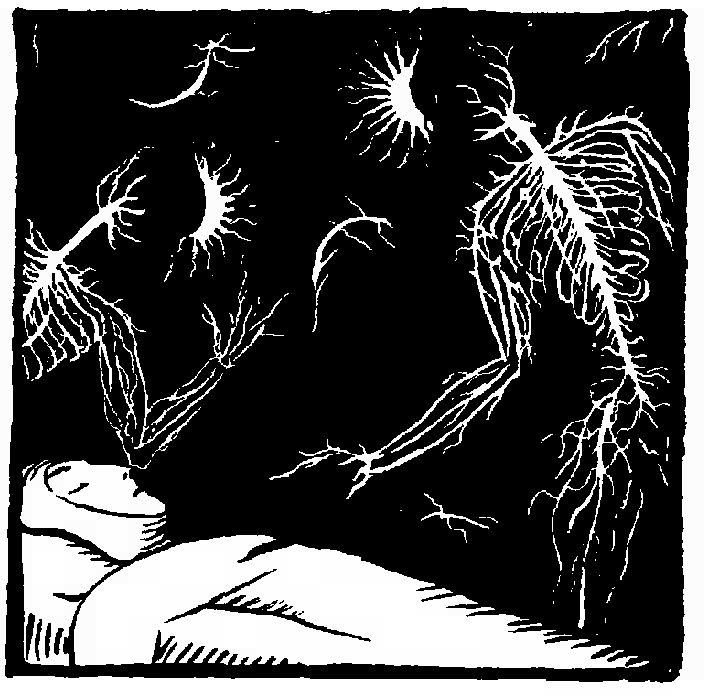
Pourvu d'électroscopes, Jean Lebris est capable de voir le système nerveux de son entourage.

À la suite de son opération chirurgicale, Jean Lebris gagne une vision extraordinaire, qui lui permet de discerner les choses comme le système nerveux des gens et les sources de chaleur, notamment dans l'obscurité ou à travers les murs. À travers le médecin génial Prosope, Maurice Renard propose une explication fantasmagorique pour justifier le sixième sens acquis par Jean Lebris : les électroscopes permettent de capter l'électricité, de la même manière que des oreilles greffées à la place des yeux auraient permis de voir les sons. Doté de sa vision hors du commun, Jean Lebris décrit un environnement qui baigne dans un champ électrique, dont la moindre anomalie, la plus petite variation reflète une teinte particulière. Ce don, extrêmement puissant même pour ses paupières, l'oblige à porter des lunettes spéciales qui bloquent sa vision. La greffe d'implants électriques, loin d'être une réparation oculaire, est véritablement conçue comme une augmentation transhumaniste. En effet, sa vision augmentée lui permet même d'observer d'étranges créatures faites d'électricité, vivant à l'insu du commun des mortels, à l'instar des Sarvants, ce peuple d'araignées invisibles que Maurice Renard met en scène dans son roman de 1911 Le Péril bleu,. Dans L'Homme truqué, cette forme de vie invisible existe dans l'environnement immédiat des êtres humains sous forme d'orbes. Le commun des mortels, ne possédant pas d'organes sensoriels suffisamment sensibles pour les percevoir, ignore l'existence même de ces êtres électriques.
Cependant, si Jean Lebris est bien un surhomme fabriqué par la guerre, il n'est pas pour autant un super-héros. D'ailleurs, il prend progressivement conscience de son rôle de cobaye, si bien que, refusant son nouveau statut de surhomme, il souhaite regagner son village natal pour mener sa vie d'avant. Ainsi, après avoir échappé au docteur Prosope et rejoint Belvoux, le jeune homme tente de cacher à son entourage sa vision exceptionnelle. Seul son ami, le docteur Bare, découvre la vérité mais, impuissant, ne peut empêcher sa lente mort causée par de graves problèmes de santé.
Outre quelques apparentes similitudes, Jean Lebris ne possède pas les habituelles caractéristiques des super-héros. Tout d'abord, il ne se transforme pas en justicier, ni n'affronte Prosope dans un combat spectaculaire. Il n'a pas non plus de pseudonyme, puisque le nom de « l'Homme truqué » est seulement le titre du roman, mais n'est pas réutilisé dans le corps du texte. Par ailleurs, ce nom, qui signifie la volonté de tromper en détournant une chose de sa fonction première, illustre toute l’ambiguïté de son statut de surhomme. Lebris meurt en l'espace de quelques pages et Bare lui-même est assassiné sans parvenir à empêcher les agents de Prosope de récupérer les fameuses prothèses. Sans jamais apparaître comme un super-héros, Jean Lebris est le héros du roman pessimiste où le sens de la justice est totalement absent.

### Une vision nuancée sur le progrès

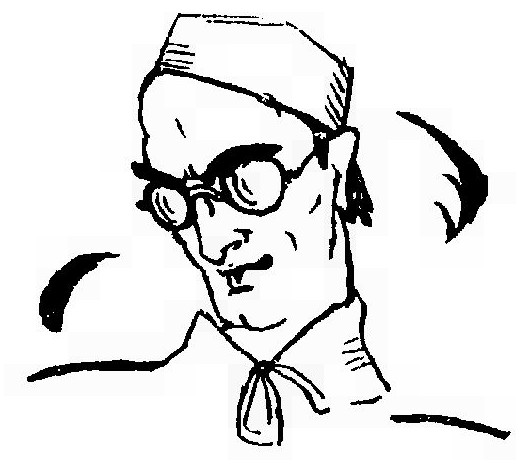
Archétype du savant fou, le docteur Prosope est l'inventeur des électroscopes qui permettent de voir l'électricité.

Avec ce roman court, Maurice Renard, loin de chanter les louanges d'une expérience médicale hors du commun, porte un regard nuancé sur le progrès scientifique. Il illustre l'une des inclinaisons du roman merveilleux-scientifique, c'est-à-dire de mettre en récit la conjecture scientifique afin de proposer au lecteur un autre monde possible. Le personnage principal révèle sa prise de conscience de n'être que le cobaye d'un médecin qui l'a dépouillé de son identité. Son retour dans son village natal n'est qu'une provisoire mise à l'abri avant le retour du docteur Prosope venu protéger le secret de sa formidable invention. Et s'il est l'objet de toutes les attentions du scientifique, c'est uniquement parce qu'il est le seul à avoir révélé des résultats positifs. L'inquiétude engendrée par la nouveauté transhumaniste s'exprime également à travers le personnage du docteur Bare, confident et médecin de Jean Lebris, qui s'étonne lors de l'auscultation, que l'utilisation d'un appareil oculaire fixe ne provoque pas de forte inflammation.
Au cours du récit, Jean Lebris révèle que le laboratoire, situé au cœur de l'Europe, est composé d'un personnel issu de nombreuses nationalités différentes, parlant une langue inventée. Maurice Renard décrit ici une société secrète vivant dans une contre-utopie scientifique en marge du monde, qui vise, malgré des méthodes allant du rapt au meurtre, à une amélioration du genre humain. S'il recouvre effectivement la vision, ce n'est pas pour son intérêt personnel, mais bien au service d'une science amorale, pour laquelle il n'apparaît que comme l'instrument d'une puissance occulte dénouée de toute empathie.

## Procédés narratifs
Dans ses œuvres en général, Maurice Renard combine à la fois le merveilleux, le surnaturel, l'anticipation et l'énigme policière. Ce roman court témoigne également de cette hybridation des genres, dans la mesure où il associe étroitement la dynamique narrative de l'enquête policière et le principe du genre merveilleux-scientifique, qui est l'exploration des conséquences qui découlent des innovations scientifiques.

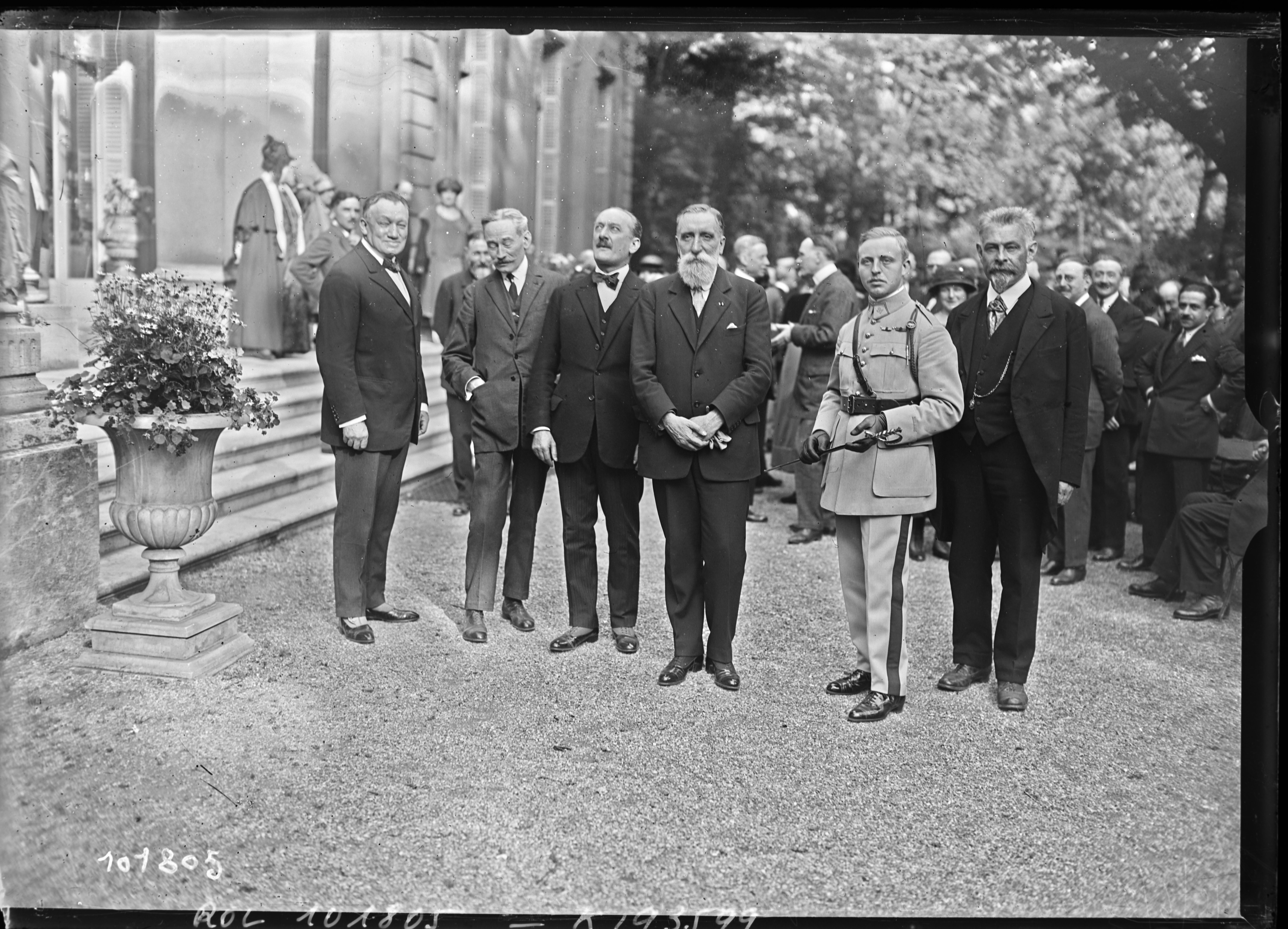
Dans ce roman, Maurice Renard utilise les codes narratifs du roman populaire. Photographie prise en 1926 de quelques personnalités du monde des lettres (de g. à d.) : Eugène Fasquelle, Jules Perrin, Maurice Renard, Georges Lecomte, Louis-Lucien Hubert et Eugène Morel.

L'Homme truqué utilise une structure narrative proche de celle des romans populaires. En effet, elle est construite autour d'une mise en scène identique à celle des romans policiers : le prologue narre la découverte par des gendarmes d'un meurtre et d'une lettre écrite par la victime, celle-ci constitue le corps du roman. Ce manuscrit, laissé à la discrétion des lecteurs, devait en principe accompagner un document scientifique soustrait par les meurtriers, qui est, selon toute vraisemblance, le mobile du meurtre. Maurice Renard utilise ce procédé du récit enchâssé et rétrospectif afin d'annoncer dès le début du roman le destin des personnages. Ainsi, après le prologue, le roman prend la forme d'un récit narré à la première personne par le médecin du personnage principal. Maurice Renard joue ici d'ironie en opposant le prologue, qui établit la mort du narrateur et l'excipit du récit, dans lequel ce dernier se félicite d'être encore en vie, épargné par l'espionne dont il était tombé amoureux.
Bien que le récit se rattache au genre merveilleux scientifique, par l'explication scientifique d'un mystère d'apparence surnaturelle, il se présente avant tout comme un roman policier, dont l'enjeu n'est d'ailleurs pas tant sa résolution que son dévoilement. Il se construit comme une enquête à doubles niveaux : d'une part, le récit doit éclairer les raisons du meurtre du narrateur, et d'autre part, il se construit à travers l'investigation du docteur qui cherche à percer les secrets de son ami Jean Lebris et de ses extraordinaires facultés. Maurice Renard utilise le principe des révélations en cascade afin de donner de la consistance au merveilleux et d'inciter, par entraînement, le lecteur à adhérer à son propos. Cette stratégie narrative, qui consiste à amener le lecteur à s'interroger sur les conséquences du progrès scientifique à travers, ce qu'il appelle, « la menace imminente du possible », correspond d'ailleurs tout à fait à son projet littéraire qu'il annonce dans son manifeste de 1909 « Du roman merveilleux-scientifique et de son action sur l'intelligence du progrès ». Cet équilibre entre les aspects comiques, fantastiques, policiers et merveilleux-scientifiques que cherche à établir l'auteur, a pour objectif de rendre acceptable pour le lecteur les hypothèses spéculatives du récit.

## Une représentation du merveilleux scientifique : les illustrations deL'Homme truqué
« Jean venait d’ouvrir les yeux, et j’étais tout à ma surprise. Ah ! ces yeux !… Qu’on imagine une statue antique animée ; qu’on se représente une belle tête de marbre levant ses paupières sur le globe uni de ses yeux sans prunelles… »

— Maurice Renard

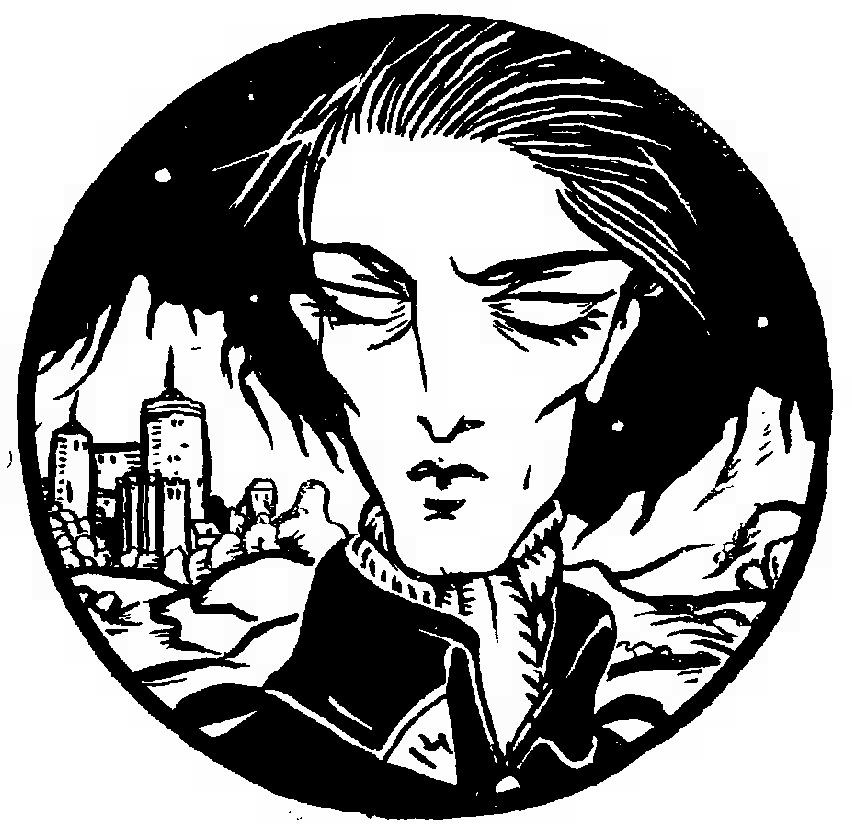
Jean Lebris alias « l'homme truqué » représenté par Alexandre Rzewuski lors de la première publication du roman en 1921 dans Je sais tout.

Dans les premières éditions du roman, le texte s'accompagne d'illustrations à travers lesquelles les dessinateurs s'interrogent sur la manière de représenter un « aveugle qui voit ». La fusion de l'homme et de l'appareil technologique est déroutante pour ces artistes, qui peinent à représenter les mystérieux électroscopes autrement que par le regard vide du héros. Ainsi, en mars 1921, Alexandre Rzewuski, un peintre mondain des Années folles, illustre le roman parue dans la revue Je sais tout en apportant une véritable plus-value artistique au récit. L'artiste représente les orbites vides de Jean Lebris dans lesquelles se loge un appareil d'une blancheur d'émail. L'expression du visage et la profondeur des traits suggèrent néanmoins une clairvoyance chez le jeune homme.

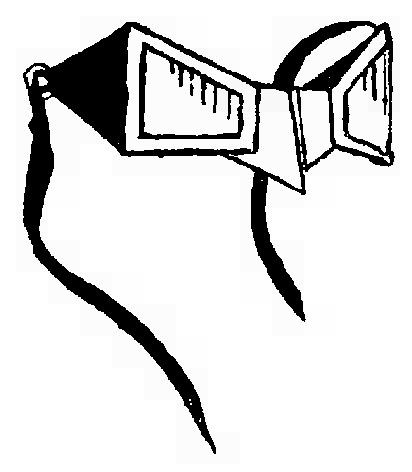
Alexandre Rzewuski s'inspire des lunettes de protection utilisées par les soldats sur le front pour représenter celles que porte Jean Lebris

Ses paupières étant inefficaces à le protéger de ses visions électromagnétiques, Prosope lui fabrique une paire de lunettes pour permettre à ses yeux de se reposer. Sa représentation fait également l'objet d'une réflexion des dessinateurs. Ainsi, tandis qu'Alexandre Rzewuski s'inspire des masques à gaz et de lunettes de protection utilisés par les soldats sur le front pour lui donner un aspect avant-gardiste, le dessinateur milanais de la version italienne de 1924, Riccardo Salvadori, opte pour des lunettes sans branche qui se fixent directement sur ses yeux.
Lors de la sortie du recueil en librairie, Louis Bailly en illustre la couverture. Il représente Jean Lebris tenant une canne d'aveugle au milieu d'orbes lumineux flottant autour de lui. Ces cercles pourraient être inspirés à la fois des photographies du docteur Hippolyte Baraduc qui cherche à révéler par l'image la prétendue force odique dégagée par les êtres vivants, que par les recherches des physiologistes dans les années 1880 sur la vision subjective, c'est-à-dire sur la capacité des individus à percevoir des phénomènes lumineux qui n'existent pas en réalité. Au cas particulier, les bulles colorées dessinées par Louis Bailly s'apparenteraient à un phénomène de sensation subjective de la lumière, telle que la persistance rétinienne ou la production d'image lumineuse lors de choc sur la rétine. Cependant, hormis sur la couverture, Louis Bailly ne représente pas la vision extraordinaire du héros dans ses illustrations intérieures.

## Éditions françaises et diffusion à l'étranger

### Publication française
Le succès de L'Homme truqué lui permet d'être publié à trois reprises en l'espace de deux ans. Tout d'abord, Maurice Renard fait paraître son roman dans la revue dirigée par Pierre Lafitte, Je sais tout no 183 du 15 mars 1921. Ce texte est illustré par les dessins d'Alexandre Rzewuski. La même année, il est publié en format relié, avec deux autres nouvelles de l'auteur, aux Éditions Georges Crès. Paru dans la « Collection littéraire des romans d'aventures » sous le titre L'Homme truqué, suivi de Château hanté et de La Rumeur dans la montagne, Maurice de Becque en assure la couverture. Pierre Laffite édite finalement le roman en 1923 en format relié dans sa collection « Idéal-Bibliothèque » no 16, dont il s'attache les services de Louis Bailly pour la couverture et les illustrations intérieures.
En 1958, les Éditions Tallandier édite le roman dans le recueil L'Homme truqué, suivi de Un homme chez les microbes, tandis que les Éditions Robert Laffont le publie en 1989 dans sa collection « Bouquins » aux côtés de nombreux autres récits de l'écrivain dans le recueil Maurice Renard, Romans et contes fantastiques. Enfin, le roman — tombé dans le domaine public en 2010 — paraît aux Éditions L'Arbre vengeur en 2014.

### Diffusion en langue étrangère

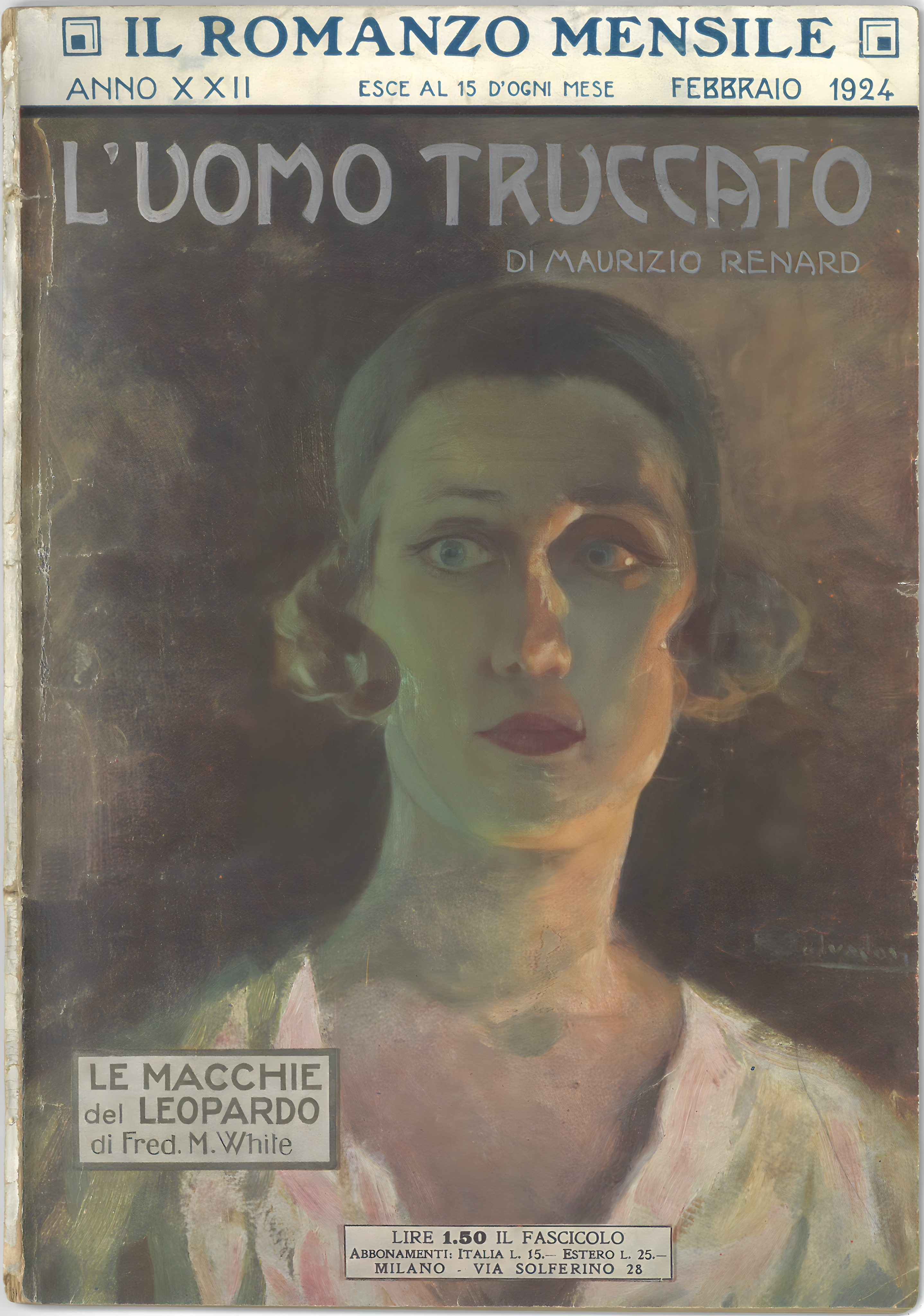
L'Homme truqué s'exporte à l'étranger. Ici dans la revue italienne Il romanzo mensile en 1924 des éditions Corriere della Sera.

Au cours du XXe siècle, L'Homme truqué fut traduit dans quelques langues pour être diffusé hors de la France. Ainsi, le roman fut rapidement traduit en italien sous le titre L'uomo truccato et paru en 1924 dans le périodique Il Romanzo Mensile. Le dessinateur Riccardo Salvadori fut chargé d'illustrer le récit.
Une version espagnole, El enigma de los ojos misteriosos, parait en 1935 dans la revue Emoción aux no 51 et no 52 et est illustrée par Alfonso Tirado. C'est également dans une revue, que le roman fut traduit par Ion Hobana en roumain : Omul trucat parait en 1968. Après cette publication aux no 336, no 337 et no 338 de Povestiri științifico-fantastice, elle fut de nouveau rééditée chez Labirint en 1991.
Alors qu'une version russe, Taïna iego glaz, illustrée par D.S. Lebedikhin, est publiée par les éditions Start en 1991, le roman est enfin traduit en langue anglaise en 2010 par Brian Stableford sous le titre The Doctored Man. Publiée chez Black Coat Press, il est illustré par Gilles Francescano.

## Adaptations

### Radio
Le roman est adapté pour la première fois à la radio en 1981 par Marguerite Cassan. Réalisé par Claude Roland-Manuel comme un feuilleton radiophonique en cinq épisodes, l'enregistrement est diffusé sur France Culture le 16 novembre 1981.

### Bande dessinée
En 2013, Serge Lehman réalise, avec le dessinateur Gess, une adaptation libre de cette histoire dans une bande dessinée du même nom. Cette œuvre est intégrée à l'univers de La Brigade chimérique, une série de bande dessinée publiée par les deux auteurs entre 2009 et 2010, qui explore la disparition des surhommes au lendemain de la Seconde Guerre mondiale. Ainsi, l'histoire de cet « homme truqué » est revisitée et rendue plus optimiste que l'originale, puisqu'il est expliqué que Maurice Renard aurait menti pour protéger l'existence du vrai Jean Lebris. Transposé dans un contexte super-héroïque, Lebris apparaît aux côtés de son créateur Maurice Renard — qui est présenté comme son biographe officiel — et de nombreux autres héros de fiction de la littérature populaire du début du XXe siècle. En 2022, Serge Lehman réutilise à nouveau le personnage de Jean Lebris pour de nouvelles aventures. Il y raconte que réfugié aux États-Unis à la veille de la Seconde Guerre mondiale, il entame une carrière de super-héros — dont une aventure fut même illustrée par Jack Kirby —, avant de faire son retour en France en 2021 pour y intégrer la nouvelle Brigade chimérique.